# Rodrigueziella
Rodrigueziella es un género con seis especies de orquídeas. 
Es originario de Brasil.

## Descripción
Es un género muy cercano de Gomesa,  que se distingue, entre otras características, porque son plantas más pequeñas, con inflorescencias más cortas, con pocas flores. Los sépalos y pétalos rayados o sombreados en rojo, iguales entre sí, el sépalo totalmente libre, obtuso o acuminado, la labio con dos quillas denticuladas y luego dos callos longitudinales a veces pubescentes.
Son plantas con pequeños rizomas por lo general  y corto pseudobulbos bifoliados,  lateralmente aplanados. La inflorescencia surge de las vainas  de los pseudobulbos, es delicada, racemosa, arqueada y con pocas flores pequeñas.
El flores tienen los sépalos libres, márgenes lisos, lanceolados, más o menos del mismo tamaño, acuminados u ovados, los pétalos son similares a los sépalos, el labio más o menos pegados a columna, con aproximadamente el mismo tamaño de otros segmentos florales. La columna está parcialmente fundida  al labio, es corta, ancha y gruesa, con grand cavidad estigmática y también gran antera apical.

## Distribución y hábitat
El género Rodrigueziella contiene cinco especies epífitas que se encuentran en el Amazonas, en el sur y sureste de Brasil, por lo general crecen en la sombra de los bosques húmedos de Serra do Mar y en el interior.

## Evolución, filogenia y taxonomía
Fue propuesto por Kuntze en Revisio Generum Plantarum 2: 649 en 1891. Rodrigueziella gomezoides (Barb.Rodr.) Berman, descrita por João Barbosa Rodrigues como Theodore gomezoides es la especie tipo este género. 

## Etimología
Su nombre es un homenaje a Joao Barbosa Rodrigues, botánico brasileño que describió originalmente la especie tipo del género.

## Especies
- Rodrigueziella doeringii
- Rodrigueziella gomezoides
- Rodrigueziella handroi
- Rodrigueziella jucunda
- Rodrigueziella petropolitana
- Rodrigueziella verboonenii